# فرخان (القرن السادس)
فرخان (المعروف في المصادر اليونانية باسم فيروشانيس) كان قائدًا عسكريًا إيرانيًا من القرن السادس نشط في عهد ملك الملوك الساساني (شاهنشاه) هرمز الرابع. في عام 590، تم إرساله لقمع تمرد بهرام جوبين، لكنه تعرض للخيانة وقُتل على يد رجاله. 